# Budki (Kowale Oleckie)
Budki (deutsch Buttken) ist ein Dorf in der polnischen Woiwodschaft Ermland-Masuren, das zur Landgemeinde Kowale Oleckie (Kowahlen, 1938–1945 Reimannswalde) im Powiat Olecki (Kreis Oletzko, 1933–1945 Kreis Treuburg) gehört.

## Geographische Lage
Budki liegt im Nordosten der Woiwodschaft Ermland-Masuren, fünf Kilometer westlich der Grenze zwischen den Woiwodschaften Ermland-Masuren und Podlachien. Die Kreisstadt Olecko (Marggrabowa, 1928–1945 Treuburg) liegt elf Kilometer in südlicher Richtung.

## Geschichte
Das einstige Gutsdorf Batken wurde im Jahr 1773 erstmals erwähnt. Nach 1785 Neu Bialla, nach 1818 Budken und bis 1945 Buttken genannt, wurde das Dorf 1874 dem Amtsbezirk Bialla (polnisch Biała Olecka) eingegliedert, der – nach 1903 in Amtsbezirk Billstein umbenannt – bis 1945 zum Kreis Oletzko (1933–1945 Kreis Treuburg genannt) im Regierungsbezirk Gumbinnen der preußischen Provinz Ostpreußen gehörte.
In Buttken lebten im Jahre 1910 insgesamt 77 Einwohner. Ihre Zahl stieg bis 1933 auf 272 und belief sich 1939 bereits auf 280.
Aufgrund der Bestimmungen des Versailler Vertrags stimmte die Bevölkerung im Abstimmungsgebiet Allenstein, zu dem Buttken gehörte, am 11. Juli 1920 über die weitere staatliche Zugehörigkeit zu Ostpreußen (und damit zu Deutschland) oder den Anschluss an Polen ab. In Buttken stimmten 40 Einwohner für den Verbleib bei Ostpreußen, auf Polen entfiel keine Stimme.
Am 30. September 1928 schlossen sich die Gutsbezirke Buttken, Drosdowen (1938–1945 Drosten, polnisch Drozdowo) und Salzwedel (polnisch Drozdówko) zur neuen Landgemeinde Buttken zusammen.
Mit dem gesamten südlichen Ostpreußen kam Buttken im Jahr 1945 zu Polen und erhielt die polnische Namensform Budki. Heute ist es eine Ortschaft im Verbund der Landgemeinde Kowale Oleckie im Powiat Olecki, bis 1998 der Woiwodschaft Suwałki, seither der Woiwodschaft Ermland-Masuren zugehörig.

## Religionen
Die Bevölkerung Buttkens war vor 1945 überwiegend evangelischer Konfession und in das Kirchspiel der Kirche Mierunsken (1938–1945 Merunen, polnisch Mieruniszki) eingepfarrt. Es war Teil des Kirchenkreises Oletzko/Treuburg in der Kirchenprovinz Ostpreußen der Evangelischen Kirche der Altpreußischen Union. Die katholischen Einwohner gehörten zur Pfarrgemeinde in Marggrabowa (1928–1945 Treuburg, polnisch Olecko) im Bistum Ermland.
Heute gehören die katholischen Kirchenglieder Budkis zur Pfarrei Judziki (Judzicken, 1938–1945 Wiesenhöhe) im Bistum Ełk (Lyck) der Katholischen Kirche in Polen. Evangelische Kirchenglieder sind der Kirche in Gołdap mit Pfarrsitz in Suwałki in der Diözese Masuren der Evangelisch-Augsburgischen Kirche in Polen zugeordnet.

## Verkehr
Budki liegt an einer Nebenstraße, die Drozdowo (Drosdowen, 1938–1945 Drosten) an der Woiwodschaftsstraße DW 652 (ehemalige deutsche Reichsstraße 137) mit Gorczyce (Gortzitzen, 1938–1945 Gartenberg) und Monety (Monethen, 1938–1945 Moneten) unweit der Landesstraße DK 65 (Reichsstraße 132) verbindet. Bis 1945 war Buttken Bahnstation an der Bahnstrecke Treuburg–Garbassen der Treuburger Kleinbahnen, die nach dem Krieg nicht reaktiviert worden ist.